# Micropsectra scandinaviae
Micropsectra scandinaviae är en tvåvingeart som först beskrevs av August Friedrich Thienemann och Jean-Jacques Kieffer 1916.  Micropsectra scandinaviae ingår i släktet Micropsectra och familjen fjädermyggor.
Artens utbredningsområde är Sverige. Inga underarter finns listade i Catalogue of Life.